# Richard Cox (Schauspieler)
Richard Cox Zuckerman (* 6. Mai 1948 in New York City, New York) ist ein US-amerikanischer Schauspieler.

## Leben
Cox studierte Schauspiel an der Yale School of Drama in New Haven, Connecticut und begann seine Schauspielkarriere Ende der 1960er Jahre in der Seifenoper Love of Life. 1972 hatte er sein Debüt am Broadway. Für seine Darstellungen am Broadway war er 1979 für den Tony Award und den Drama Desk Award nominiert, 1981 erhielt er den Clarence Derwent Award in der Kategorie Erfolgversprechendster Schauspieler On-Broadway. Sein Spielfilmdebüt erfolgte 1974 im Horrorfilm Die Herrscherin des Bösen von Oliver Stone. 1980 spielte Cox eine seiner bekanntesten Filmrollen in William Friedkins Thriller Cruising an der Seite von Al Pacino.
Seit Beginn der 1980er Jahre war Cox seltener in Spielfilmrollen zu sehen, stattdessen spielte er als Gast in zahlreichen Fernsehserien. In den 1980er Jahren war er unter anderem in Remington Steele, Magnum und Simon & Simon zu sehen, in den 1990er Jahren spielte er in Raumschiff Enterprise – Das nächste Jahrhundert und Law & Order und ab 2000 hatte er unter anderem Rollen in Akte X – Die unheimlichen Fälle des FBI, Emergency Room – Die Notaufnahme, The Closer und CSI: Miami. Wiederkehrende Rollen hatte er 1976 bis 1977 in Executive Suite, 1988 in Robert Altmans Miniserie Tanner ’88, 1992 bis 1993 in Ghostwriter, 2013 bis 2014 in Alpha House und 2015 in The Quest – Die Serie
Cox heiratete 1994 die Schauspielerin Joanna Heimbold.

## Filmografie (Auswahl)

### Fernsehen
- 1975: Baretta
- 1979: Detektiv Rockford – Anruf genügt (The Rockford Files)
- 1982: Remington Steele
- 1983: Magnum (Magnum, p.i.)
- 1983: Simon & Simon
- 1985: Agentin mit Herz (Scarecrow and Mrs. King)
- 1987: Mord ist ihr Hobby (Murder, She Wrote)
- 1989: L.A. Law – Staranwälte, Tricks, Prozesse (L.A. Law)
- 1990: Raumschiff Enterprise – Das nächste Jahrhundert (Star Trek: The Next Generation)
- 1993: Law & Order
- 1997–1998: Springfield Story (The Guiding Light)
- 2000: Akte X – Die unheimlichen Fälle des FBI (The X-Files)
- 2003: Emergency Room – Die Notaufnahme (ER)
- 2004: JAG – Im Auftrag der Ehre (JAG)
- 2004: Without a Trace – Spurlos verschwunden (Without a Trace)
- 2005: Cold Case – Kein Opfer ist je vergessen (Cold Case)
- 2006: The Closer
- 2007: Bones – Die Knochenjägerin (Bones)
- 2011: CSI: Miami
- 2012: The Mentalist
- 2013: Navy CIS: L.A.
- 2015: The Quest – Die Serie (The Librarians)

### Film
- 1974: Die Herrscherin des Bösen (Seizure)
- 1977: Rendezvous mit dem Tod (Golden Rendezvous)
- 1977: Zwischen den Zeilen (Between the Lines)
- 1980: Cruising
- 1981: Helden der Straße (King of the Mountain)
- 1985: Micro-Chip-Man (The Vindicator)
- 1987: Zombie High
- 1997: Dannys Mutprobe (The Climb)
- 2002: Stirb, wenn du kannst (Outta Time)
- 2005: Barry Dingle
- 2010: Radio Free Albemuth

## Broadway
- 1972: The Sign in Sidney Brustein’s Window
- 1972: Captain Brassbound’s Conversion
- 1978: Platinum
- 1993–1995: Blood Brothers
- 1996: The Apple Doesn’t Fall …

## Auszeichnungen
- 1979: Tony-Award-Nominierung in der Kategorie Bester Nebendarsteller in einem Musical für Platinum
- 1979: Drama-Desk-Award-Nominierung in der Kategorie Bester Nebendarsteller in einem Musical für Platinum
- 1981: Clarence Derwent Award in der Kategorie Erfolgversprechendster Schauspieler On-Broadway